# バンダマ渓谷州
座標: 北緯8度15分 西経4度50分 / 北緯8.250度 西経4.833度
バンダマ渓谷州（バンダマけいこくしゅう、フランス語: Région de la Vallée du Bandama）はかつてコートジボワールに存在した州。州都はブアケ。面積は28,518平方キロメートル。人口は1998年国勢調査では約108万人、2010年推計では約155万人。国土の中央部に位置し、北から時計回りにサヴァヌ州、ザンザン州、ンジ＝コモエ州、ラック州、マラウェ州、ウォロドゥーグー州と接していた。
1997年1月15日の行政区画再編によって設置された。2011年9月28日の行政区画再編によって廃止され、同じ領域にバンダマ渓谷地方が設置された。2002年に勃発した第1次コートジボワール内戦では反政府勢力コートジボワール新勢力の本拠地がブアケに置かれたことで、南のラック州（首都ヤムスクロがある）との州境付近は戦闘の最前線となった。

## 行政区画
2007年時点での5県、28郡と20コミューンがあった。2008年3月5日にブアケ県からボトロ県が、2009年3月27日にカティラ県からニアカラマンドゥグー県がそれぞれ分立し、7県となった。
- ベウミ県（英語版）
- ボトロ県（英語版）（2008年設置）
- ブアケ県（英語版）
- ダバカラ県（英語版）
- カティラ県（英語版）
- ニアカラマンドゥグー県（英語版）（2009年設置）
- サカスー県（英語版）